# Hemimyriangium
Hemimyriangium es un género de hongos en la familia Elsinoaceae.